# Шеиноју (Калараш)
Шеиноју (рум. Șeinoiu) насеље је у Румунији у округу Калараш у општини Тамадау Маре. Oпштина се налази на надморској висини од 60 m.

## Становништво
Према подацима из 2002. године у насељу је живело 308 становника, од којих су сви румунске националности.